# Carosello Carosone
Carosello Carosone è il primo album di Renato Carosone e il suo Quartetto, pubblicato il 14 dicembre 1954.

## Tracce
Lato 1
1. Eternamente (testo: Ardo - musica: Chaplin)
2. Ehi, Cumpari!
3. Il piccolo montanaro (Frontini)
4. Maruzzella (Carosone)

Lato 2
1. Johnny Guitar (testo: Lee - musica: Young)
2. La pansé (testo: Pisano - musica: Rendine)
3. Ballata selvaggia (testo: Webster - musica: Tiomkin)
4. ...e la barca tornò sola (testo: Fiorelli - musica: Ruccione)

Note
- La traccia 1 del lato 1 è cantata da Claudio Bernardini ed è tratta dal film Luci della ribalta.
- La traccia 2 del lato 1 è cantata da Renato Carosone con coretto in siciliano.
- La traccia 4 del lato 1 è cantata da Renato Carosone in napoletano.
- La traccia 1 del lato 2 è cantata da Claudio Bernardini in inglese ed è tratta dal film omonimo.
- La traccia 2 del lato 2 è cantata da Gegé Di Giacomo in napoletano.
- La traccia 3 del lato 2 è cantata da Claudio Bernardini in inglese ed è tratta dal film omonimo.
- La traccia 4 del lato 2 è cantata da Claudio Bernardini.